# Selkirk (Manitoba)

Selkirk é uma cidade do Canadá, província de Manitoba. Está localizado a 20 km nordeste de Winnipeg. Possui uma população de 9,752 habitantes, segundo o censo nacional de 2001.